# اکس‌کد
اکس‌کد (به انگلیسی: Xcode) نام محیط توسعهٔ یکپارچه است که ابزاری را برای توسعهٔ نرم‌افزار فراهم می‌آورد که توسط شرکت اپل برای توسعهٔ برنامه برای سیستم عامل مک اواس ده توسعه می‌یابد. اولین نسخهٔ آن با نگارش ۱٫۰ در تاریخ ۲۰۰۳ (۱۳۸۲) ارائه شد و آخرین نگارش آن با نگارش ۴٫۳ (۴٫۳.۲) توسط اپل از طریق فروشگاه برنامه مک و برنامهٔ آی‌تیونز برای نگارش سیستم‌عامل شیر، به‌صورت رایگان، منتشر شدتوسعه‌گران مک که ثبت‌شده باشند از طریق سایت توسعه‌ دهنده اپل قادر به دستیابی به نگارش‌های سابق این محیط مجتمع هستند.

## معماری

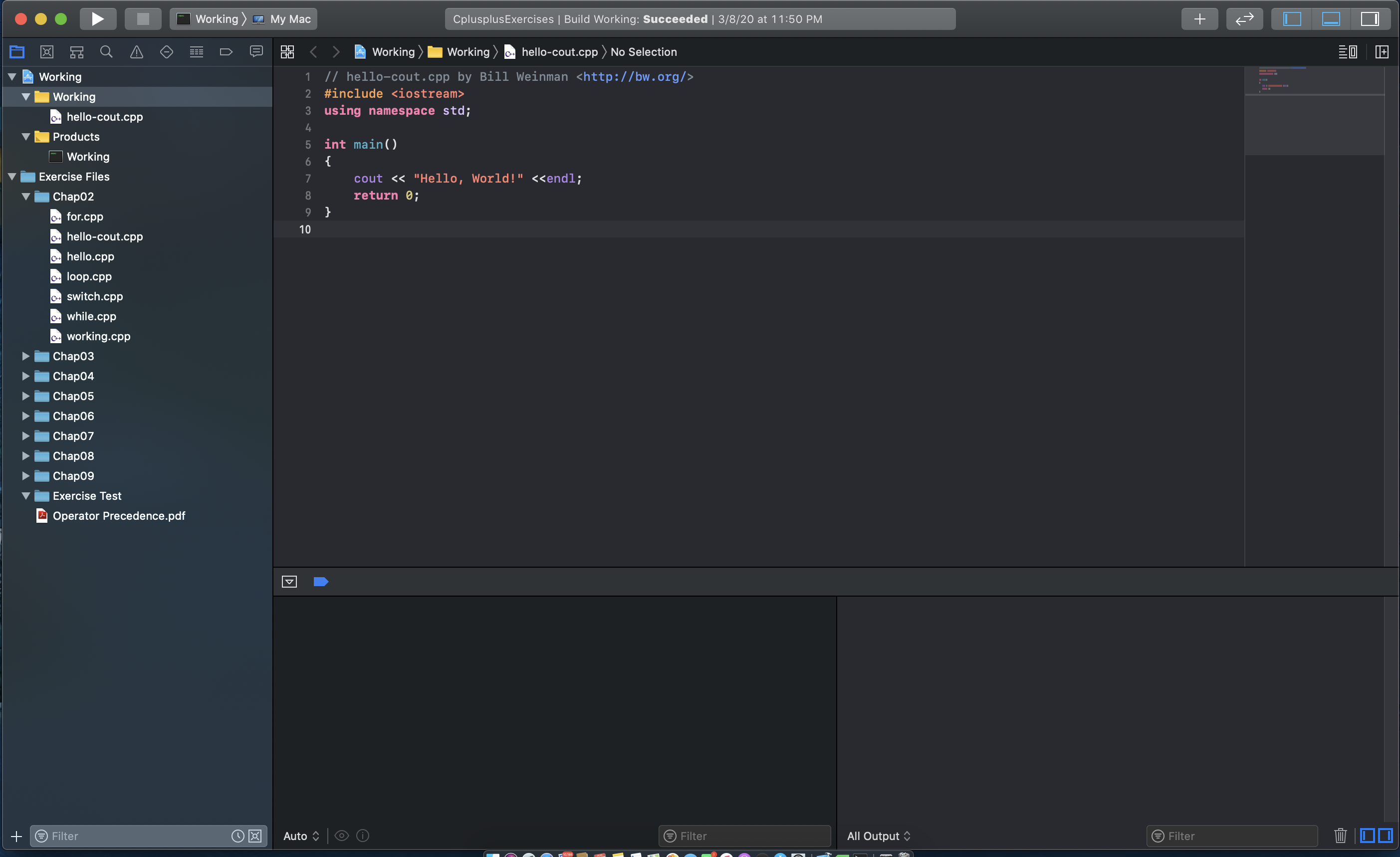
تصویری از اکس کد 11.6

برنامهٔ اصلی مجموعه‌ایی از ابزارها به صورت محیط توسعه مجتمع (متم) که با نام اکس‌کد شناخته می‌شود. جعبه ابزار اکس‌کد شامل اسناد توسعهٔ اپل، سازندهٔ فاصل و ابزاری برای ساخت رابط کاربری گرافیکی است. ابزار اکس‌کد شامل ابزاری تغییر یافته از مجموعه کامپایلر گنو نیز هست، که از نگارش ۳٫۱ به بعد در آن قرار گرفته‌است که کامپایلر llvm-gcc اپل نام گرفته‌است.، که براساس LLVM است. اک‌س‌کد از زبانهای برنامه‌نویسی زبان‌های برنامه‌نویسی متعددی مانند سی/سی++، آبجکتیو-سی، آبجکتیو-سی++، جاوا، اپل اسکریپت، پایتون و روبی برای نوشتن و کامپایل پشتیبانی می‌نماید. این پشتیبانی تنها محدود به رابط برنامه‌نویسی نرم‌افزار اعم از کوکوا و کربن نیست. گروههای ثالت ابزاری را برا پشتیابنی از گنو پاسکال پاسکال آزاد، ایدا، سی‌شارپ، پرل، و زبان برنامه‌نویسی دی. ابزار اکس‌کد در دیباگر گنو نیز استفاده می‌شود

### سری x.۱
اکس‌کد ۱٫۰ در پاییز سال ۲۰۰۳ (۱۳۸۲) براساس پروژه بیلدر ارائه شد، اما علاوه بر امکانات پایه دارای UI، زیرولینک ∗، تعمیر و مشارکت و امکان ساخت توزیعی و ایندکس کد را نیز دارا بود. در این دوره به روز رسانی نیز با نگارش ۱٫۵ صورت گرفت که دارای کامپایل و خطایابی بهینه‌شده بود.

### سری x.۲
اکس‌کد ۲٫۰ به همراه مک اواس ۱۰٫۴ (ببر) ارائه شد. این نسخه دارای نویسنده کواترز برای برنامه‌نویسی تصویری∗ به همراه پشتیبانی بهتر از جاوا با کمک آپاچی انت نیز بود. ابزار کتابخانهٔ مرجع اپل که امکان جستوی مستندات برخط را فراهم می‌نمود نیز از دیگر امکانات این نسخه بود.
اکس‌کد ۲٫۱ توانایی ایجاد کد سراسری ∗ بود. این باعث پیش‌کامپیال سرآمد، ابزار تست واحد، امکان استفاده از خطایابی خط به خط و نظارت مستقیم بر پارامترها و متغیرها بود. از سویی دارای تحلیگر وابستگی بهتری نیز بود.

### سری x.۳
اکس‌کد ۳٫۰ به همراه مک اواس ۱۰٫۵ (گربهٔ وحشی) ارائه شد. این نسخه تغییرات قابل توجهی نسبت به نگارش ۲٫۱ نموده بود. از این میان می‌تون به ابزار ردیابی‌دی (که اکنون ابزارها نامیده می‌شود)، پشتیبانی از اعمال تغییرات (به انگلیسی: refactoring)، مستندات حساس به متن و آبجکتیو-سی نگارش ۲ به همراه زباله‌روبی بود. همچنین از گزارش‌های ویژه برای پروژه پشتیبانی می‌نمود که شکل ساده‌ایی از کنترل نگارش بود؛ پیام حبابی که خطاهای برنامه را در خطایابی نمایش می‌دهد از دیگر ویژگی‌های نگارش جدید بود. این نگارش قادر به تولید کد دودویی برای چهار معماری ۳۲ و ۶۴ برای پردازندهٔ اینتل و پاورپی‌سی بود.
نگارش ۳٫۱ به روز رسانی انتشار یافته برای مک‌اوس اکس بود که حاوی کیت توسعهٔ آیفون نیز بود. این نگارش قادر بود تا برنامه‌هایی را برای سایر سیستم‌عامل‌هایی موجود مانند آیفون ۲٫۰ تولید نماید. اکس‌کد جاری شامل پشتیبانی از جی‌سی‌سی ۴٫۲ و کامپایلر ال‌ال‌وی‌ام ۴٫۲ بود. یکی دیگر از
تغییرات پشتیبانی از ساب‌ورژن ۱٫۵ ∗ بود.
نگارش ۳٫۲ برای مک اواس ۱۰٫۶ (گربه‌وحشی برفی ∗) بود که قادر به اجرا بر روی نسخه‌های سابق مک‌اواس نبود. تحلیل ایستای برنامه نیز پشتیبانی می‌شد. آیفون ۳٫۰ و پیش از آن نیز از دیگر خصوصیات این نسخه بود. نسخهٔ ۳٫۲.۶ آخرین نسخه قابل دانلود برای کاربران به صورت رایگان بود. اگرچه برای دانلود نیاز به ثبت‌نام در سایت توسعهٔ اپل بود.

### سری x.۴
در ژوئن ۲۰۱۰  در کنفرانس جهانی توسعه‌ دهندگان، اپل نگارش چهارم،۴، از اکس‌کد را به عنوان ابزار توسعه ارائه نمود. نگارش چهارم ابزار ویرایش و سازندهٔ واسط کاربری را در یک برنامه مجتمع نموده بود. اپل نگارش نهایی را در ۹ مارس ۲۰۱۱ (۱۸ اسفند ۱۳۸۹) منتشر ساخت که برای تمام کاربران عضو برای دانلود آن به صورت رایگان بود. که دارای پشتیبانی ۹۹ دلار به ازای هر سال نیز بود. برای غیراعضا نیز این نسخه به میزان ۴٫۹۹ دلار از طریق فروشگاه برنامه مک به فروش می‌رفت (متوقف شده). از ۲۰ ژوئیه ۲۰۱۱ دانلود آن (۲۹ تیر ۱۳۹۰) برای تمام افراد عضو/غیرعضو استفاده‌کننده از مک‌او اس شیر، رایگان اعلام شد. نگارش ۴٫۱ و ۴٫۲ نیز در همان سال منتشر شد. نگارش ۴٫۲ دارای ابزار تحصحیح برتر به همراه پشتیبانی از آی‌اوس ۵٫۰ بود.

## ویژگی‌های اصلی
در میان ویژگی‌هایی که مجموعهٔ اکس‌کد ارائه می‌نماید امکان توسعه سیستم بر روی چندین رایانه است.

## پیوند بیرون
- اتصال توسعه‌گر اپل: ابزار اکس‌کد و منابع
- دانلود اکس‌کد
  - اکس‌کد ۳٫۱.۱ برای مک‌او اس ۱۰٫۵
- یک اکس‌کد نویس شوید – فایل‌پی‌دی‌افی برای چگونگی نگارش برای کوکائو در اکس‌کد